# Microsoft Developer Network
Microsoft Developer Network (MSDN) era la división de Microsoft responsable de gestionar las relaciones de la empresa con desarrolladores y probadores, incluidos desarrolladores de hardware interesados en el sistema operativo y desarrolladores de software que programan para las plataformas de la firma o que usan las API y los lenguajes de scripting de las aplicaciones de Microsoft. La gestión de las relaciones se distribuía a través de distintos medios: sitios web, boletines, conferencias, revistas, blogs y DVD.
A partir de enero de 2020, el sitio principal de la división se fusionó con Microsoft Docs (que a su vez fue integrado en Microsoft Learn en 2022).

## Software Suscripciones
MSDN históricamente ha ofrecido un paquete de suscripción según el cual los desarrolladores tienen acceso y licencias de uso de casi todo el software de Microsoft que jamás se haya puesto a disposición del público. Las suscripciones son vendidos sobre una base anual, y el costo de hasta $ 10939 USD por año y por suscripción, ya que se ofrece en varios niveles. Los titulares de esas cuotas (excepto los más bajos de la biblioteca sólo los niveles) recibirá un nuevo software de Microsoft en DVD o a través de descargas cada pocas semanas o meses. El software generalmente viene especialmente marcado en MSDN discos, pero contiene la identidad o el volumen de venta de licencia de software a medida que se libera al público. 
Aunque en la mayoría de los casos el software en sí las funciones exactamente igual que el producto completo, el MSDN de licencia de usuario final prohíbe el uso de software en un negocio entorno de producción. Se trata de una restricción legal, no un técnico. A modo de ejemplo, MSDN regularmente incluye los últimos sistemas operativos Windows (como Windows XP y Windows Vista), software de servidor como SQL Server 2005, herramientas de desarrollo como Visual Studio, y aplicaciones como Microsoft Office y MapPoint. Para que el software requiere una clave de producto, un sitio web de Microsoft en estos genera la demanda. Este paquete ofrece un único equipo entusiasta con el acceso a casi todo lo que ofrece Microsoft. Sin embargo, una empresa capturado con una oficina llena de PC y servidores ejecutando el software incluido en una suscripción MSDN sin la adecuada no MSDN licencias para aquellas máquinas que no sean tratados en forma diferente de cumplimiento de auditoría que si el software pirateado se fuera de la Internet. 
Microsoft MSDN del acuerdo de licencia hace una excepción específica para Microsoft Office, permitiendo que el titular de suscripción personalmente a utilizarlo con fines comerciales sin necesidad de una licencia, pero solo con la "suscripción MSDN Premium" y aun así sólo "directamente relacionados con la diseño, desarrollo y prueba y/o la documentación de proyectos de software" como se indica en el faq de licencia de MSDN. Como era de esperar, cualquier software creado con las herramientas de desarrollo (como Visual Studio), junto con los componentes en tiempo de ejecución necesarios para el aprovechamiento de ella, no se limita en modo alguno, ya sea por Microsoft, dicho software pueden y regularmente se utiliza para la producción de negocios. El acuerdo de licencia se refiere a varios otros temas en la suscripción y subvenciones adicionales similares excepciones, según corresponda. 
Un MSDN abonado tiene derecho a activar tantos ejemplares como sea necesario para su propio desarrollo. Por lo tanto, si un equipo entusiasta de alguna manera tiene 20 ordenadores en casa que utiliza el propio para el desarrollo de software (y no están actuando como parte de una empresa, por ejemplo, una granja de servidores), una suscripción permite a todos los 20 de estos ordenadores a estar ejecutándose su propia copia de Windows, Office, y cualquier otro producto de Microsoft. Después de unas pocas instalaciones, las claves de activación se detendrá permite la activación automática del producto a través de Internet, pero después de una llamada telefónica a la Activación de productos de línea telefónica para confirmar que las instalaciones son realmente legítimo y coherente con el acuerdo de licencia, las activaciones se conceden a través del teléfono.
A pesar de una suscripción MSDN es sobre una base anual, la licencia para el uso del software, según el acuerdo, no pongan fin. El individuo solo no tiene derecho a cualquier actualización después de que el software ha caducado. Una suscripción MSDN también permite el acceso a programas informáticos obsoletos de Microsoft en el pasado. Si bien no están incluidos en el ordinario de CD / DVD envíos, los suscriptores pueden descargar el software de edad, como MS-DOS 5.0 y Windows 3.1 de MSDN Subscriber Downloads. Este software generalmente viene en forma de ISO, o un disquete, los archivos de imagen que permiten que el abonado pueda reproducir el original medios de instalación tras la descarga.

## Servicio de información
La división se ejecuta un servicio de información proporcionada por Microsoft para los desarrolladores de software. Su objetivo principal es de Microsoft.NET, sin embargo que además incluye artículos sobre aspectos tales como prácticas de programación y los patrones de diseño. Muchos recursos están disponibles gratuitamente en línea, mientras que otros están disponibles por correo a través de una suscripción. 
Dependiendo de nivel de suscripción, los suscriptores pueden recibir las ediciones de principios de sistemas operativos de Microsoft u otros productos de Microsoft (las aplicaciones Microsoft Office, Visual Studio, etc.) 
Microsoft también ha acogido una serie de desarrolladores centrados en conferencias en su campus de Redmond, que los suscriptores de MSDN el privilegio de. Dependiendo del tamaño de la empresa y sus productos, estas conferencias puede ser uno-a-uno y tener un solo foco. 
Las universidades y escuelas secundarias pueden inscribirse en la MSDN Academic Alliance programa, que proporciona acceso a algunos desarrolladores de software de Microsoft para su ciencias de la computación y estudiantes de ingeniería (y posiblemente otros estudiantes o profesores también). A MSDNAA cuenta no es una cuenta de MSDN y no puede utilizarse para el acceso del abonado la sección de la página web de MSDN o de sus descargas. 

## MSDN Magazine
Microsoft proporciona el contenido editorial de MSDN Magazine, una publicación mensual. La revista fue creada como una fusión entre el Microsoft Systems Journal (MSJ) y Microsoft Internet Developer (MIND) en revistas de marzo de 2000. MSJ los números anteriores están disponibles en línea. MSDN Magazine está disponible como una revista impresa en los Estados Unidos, y en línea en 11 idiomas. 

## MSDN Blogs
Además de editar su contenido técnico, el sitio web de MSDN también contiene una serie de empleado blogs. 

## Siguiente versión
MSDN2 se abrió en noviembre de 2004 como fuente para Visual Studio 2005 API información, con notables diferencias están actualizando código del sitio web, mejor se ajusten a estándares web y, por tanto, dar una larga espera de una mejor alternativa de apoyo para los navegadores web para Internet Explorer en la API navegador. En 2008, el grupo original de MSDN fue retirado y se convirtió en MSDN2 msdn.microsoft.com